# 2011年夏季世界大学生运动会墨西哥代表团

墨西哥代表团旗帜

2011年夏季世界大学生运动会墨西哥代表团一共有136人。

## 奖牌榜
| 名次 | 代表团 | 金牌 | 银牌 | 铜牌 | 总数 |
| ---- | ------ | ---- | ---- | ---- | ---- |
| 32   | 墨西哥 | 1    | 4    | 12   | 17   |

## 奖牌获得者

### 金牌
1. 跳水-女子10米台：埃斯皮诺萨

### 银牌
1. 跳水-男子双人3米跳板：帕切科/鲁瓦尔卡瓦
2. 跳水-男子三米板：加列戈斯
3. 射箭-男子复合弓团体赛
4. 跳水-女子双人十米台：埃斯皮诺萨/奥尔蒂斯

### 铜牌
1. 举重-女子58公斤级：莫妮卡
2. 跆拳道-女子品势个人赛：梅迪纳
3. 跆拳道-品势混合团体赛
4. 高尔夫球-男子团体赛
5. 网球-女子双打：普利多-瓦莱里娅/莱蒂西亚
6. 跳水-女子三米跳板决赛：埃斯皮诺萨-帕奥拉
7. 跆拳道-男子63-68公斤级：伊斯拉斯
8. 跆拳道-女子46公斤以下级：巴斯蒂达斯
9. 跳水-男子10米台：帕切科
10. 跆拳道-男子74公斤级：克拉尔
11. 跳水-男子双人十米台：帕切科/鲁瓦卡吧
12. 跆拳道-男子58-63公斤级：德罗斯